# Русийон
 Тази статия е за историческата област.  За кантона във Франция вижте Русийон (кантон).  
Русийон (на френски: Roussillon; на каталонски: Rossello) е историческа област в Южна Франция, съответстваща приблизително на днешния департамент Източни Пиренеи, регион Лангедок-Русийон. Областта понякога се нарича и Френска Каталония, като днес около 40% от жителите говорят каталонски, а около 60% разбират езика. Главният град на Русийон е Перпинян.

## История
Някогашната провинция носи името на укрепление близо до Перпинян, наречено Ruscino (Rosceliona, Castel Rossello), където вождовете на галите се събрали, за да обсъдят предложението на Ханибал за преговори. От 121 г. пр.н.е. до 462 г. областта е част от римската провинция Нарбонска Галия, след което, заедно с цяла Септимания, е завладяна от краля на вестготите Теодорих II.
През 719 г. арабите завладяват Септимания и остават там до победата на франкския крал Пипин Къси през 756 г. По време на похода на Карл Велики към Испания той заварва областта опустошена от войните с арабите, а оцелелите жители – криещи се в планините. Той раздава земи на вестготски бежанци от Испания и основава няколко манастира, около които хората се струпват за по-добра защита.
През 792 г. арабите отново преминават Пиренеите, но са отблъснати от бъдещия император Луи Благочестиви, по това време крал на Аквитания, чиято власт се разпростира в цяла Каталония, включително Барселона. С времето отделни части от Аквитанското кралство се превръщат във феодални владения и през 893 г. Суние II става първият наследствен граф на Русийон. По това време графството включва само източната част на бъдещата провинция. След смъртта на последния граф Жирар II през 1172 г., неговият сюзерен Алфонсо II, крал на Арагон, присъединява областта към своето кралство. При управлението на арагонските крале областта продължава да се развива и Колиур, пристанището на Перпинян, се превръща във важен център на средиземноморската търговия.
През 1276 г. крал Хайме I създава Кралство Майорка, което включва Русийон и Балеарските острови, отнети половин век по-рано от арабите, и го предава на по-малкия си син Хайме. Той и наследниците му успяват, лавирайки между Арагон и Франция, да запазят независимостта на кралството си до 1344 г., когато то отново е присъединено към Арагон.
През 1462 г. френският крал Луи XI покрепя арагонския крал Хуан II срещу бунта на сина му. Русийон е заложен срещу заем, отпуснат от Луи, и остава под френски контрол до 1493 г., когато Шарл VIII го връща на Фернандо II и Исабела. През последвалите десетилетия областта е многократно опустошавана във войните между Франция и Испания.
Когато каталонците започват въстание срещу кастилската власт през 1641 г., френският крал Луи XIII застава на тяхна страна. След продължителна война през 1659 г. Русийон е присъединен към Франция и е образувана френската провинция Русийон. Въпреки това, до края на 19 век областта, с изключение на столицата Перпинян, запазва напълно каталонски характер.